# چراغ خانه
چراغ خانه نام یک مجموعهٔ تلویزیونی ایرانی به کارگردانی «منوچهر پوراحمد» است که در سال ۱۳۶۸ تهیه و از شبکه ۱  پخش شد.

## خلاصه داستان
پدری برای تهیه جهیزیه دخترش، خانه خود را می‌فروشد؛ اما کیف پول گم می‌شود و با گم شدن پول‌ها او به همهٔ اطرافیان مشکوک می‌شود. سوءظن او، اتفاقات و ماجراهای زیادی را در پی دارد. اما درست در روز عقد، دایی دختر متوجه می‌شود کیف پول با کیف مشابه دیگری اشتباه شده‌است و در نهایت پول‌ها پیدا می‌شود.

## بازیگران

### بازیگران
- شهلا ریاحی
- جمشید مشایخی
- احمد قدکچیان
- ناصر گیتی‌جاه
- مهری ودادیان
- پروین سلیمانی
- پوراندخت مهیمن
- معصومه تقی‌پور
- مرجانه گلچین
- اکبر عبدی
- اسماعیل محرابی
- سعید امیرسلیمانی
- مظفر سلطانی
- منوچهر پوراحمد